# Kazuya Oshima

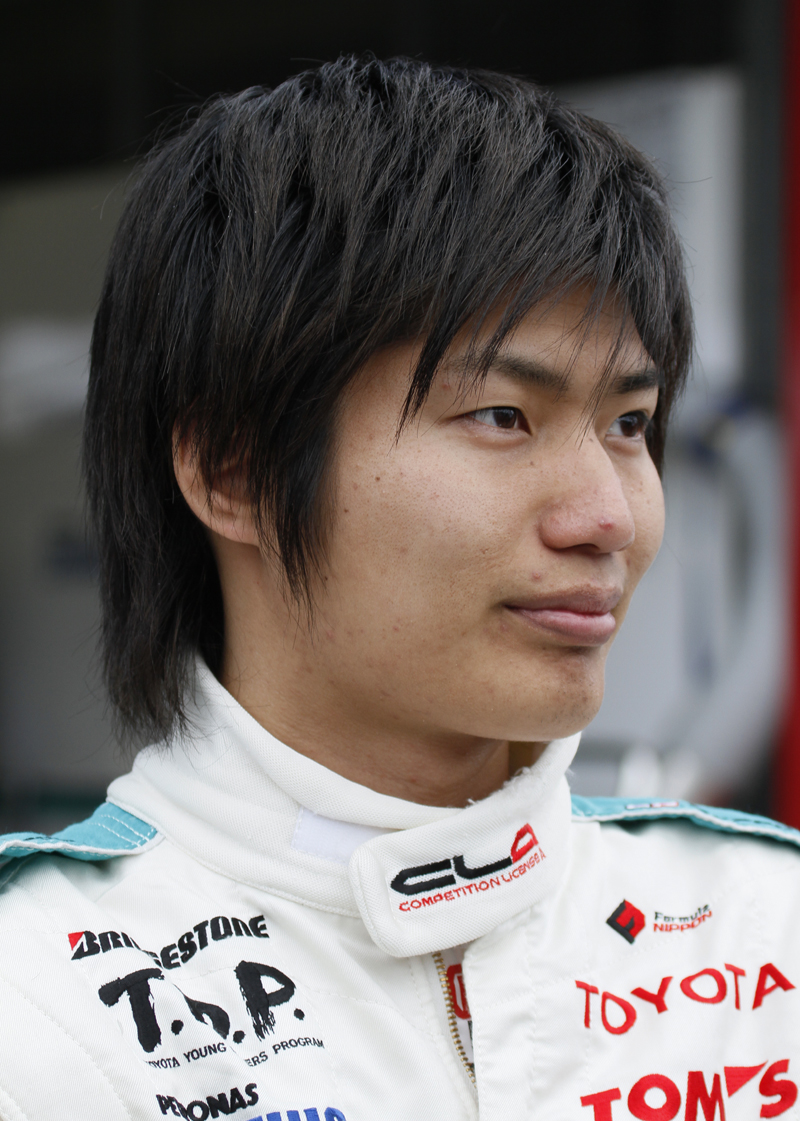
Kazuya Oshima in 2010.

Kazuya Oshima (Japans: 大嶋 和也, Ōshima Kazuya) Gunma, 30 april 1987) is een Japans autocoureur. In 2007 werd hij kampioen in de GT300-klasse van de Super GT, en in 2019 in de GT500-klasse van dit kampioenschap. Daarnaast werd hij in 2007 kampioen in het Japanse Formule 3-kampioenschap.

## Carrière
Oshima begon zijn autosportcarrière in het karting in 1997, waarin hij tot 2003 actief bleef. Hij reed voornamelijk in Japan en won een aantal kampioenschappen. In 2004 stapte hij over naar het formuleracing, waarin hij deelnam aan de Formule Toyota. Hij won drie races en werd tweede in het kampioenschap. In 2005 bleef hij actief in de klasse, waarin hij opnieuw drie races won en ditmaal kampioen werd. Aan het eind van het jaar reed hij in de Aziatische Formule Renault Challenge in Macau en eindigde de race als tweede.
In 2006 maakte Oshima de overstap naar het Japanse Formule 3-kampioenschap, waarin hij uitkwam voor het team TOM's. Hij won twee races op de Fuji Speedway en nog een op Autopolis en stond in vijf andere races op het podium. Met 185 punten werd hij achter zijn teamgenoot Adrian Sutil tweede in het klassement. Tevens debuteerde hij in de GT300-klasse van de Super GT bij het team APR in een Toyota MR-S, waar hij een auto deelde met Minoru Tanaka. Het duo behaalde hun beste resultaat met een vierde plaats in de seizoensfinale op Fuji, waardoor zij met 28 punten vijftiende werden in het klassement. Aan het eind van het jaar reed Oshima voor TOM's in de Grand Prix van Macau, waarin hij zevende werd.
In 2007 reed Oshima een tweede seizoen in de Japanse Formule 3 bij TOM's en won zes races: drie op Fuji en een op zowel de Suzuka International Racing Course, Autopolis en de Twin Ring Motegi. Daarnaast behaalde hij podiumfinishes in acht andere races. Met 262 punten werd hij gekroond tot kampioen in de klasse. In de Super GT bleef hij actief bij APR en deelde hij een auto met Hiroaki Ishiura. Het duo won twee races op het Okayama International Circuit en het Sepang International Circuit en behaalde daarnaast een podiumfinish op Suzuka en twee op Fuji. Met 89 punten werden zij kampioen in de klasse. Aan het eind van het seizoen keerde hij terug in de Grand Prix van Macau bij TOM's, waar hij achter Oliver Jarvis en Koudai Tsukakoshi derde werd in de race.
In 2008 maakte Oshima de overstap naar Europa, waar hij deelnam aan de Formule 3 Euroseries voor het team Manor Motorsport. In het grootste deel van het seizoen kwam hij niet tot scoren, maar op het Circuit de Barcelona-Catalunya behaalde hij een overwinning in de tweede race, na de eerste race als achtste te zijn gefinisht. Hierdoor werd hij met 7 punten negentiende in de eindstand. Dat jaar reed hij voor Manor ook in de Masters of Formula 3, waar hij twintigste werd, en de Grand Prix van Macau, die hij als zestiende afsloot. Tevens reed hij een race in de GT300-klasse van de Super GT bij APR op Suzuka naast Keisuke Kunimoto en Yuya Sakamoto en werd hierin tweede.
In 2009 keerde Oshima terug naar Japan, waar hij debuteerde in de Formule Nippon bij het Petronas Team TOM'S. Hij behaalde een podiumfinish op Fuji en werd met dertien punten negende in het kampioenschap. Tevens debuteerde hij in de GT500-klasse van de Super GT, waarin hij bij het Lexus Team Kraft een Lexus SC430 deelde met Hiroaki Ishiura. Zij wonnen een race op Suzuka en werden met 44 punten negende in het eindklassement.
In 2010 won Oshima zijn eerste race in de Formule Nippon op het Sportsland SUGO, maar in de rest van het seizoen stond hij niet op het podium. Met 24 punten werd hij zesde in het kampioenschap. In de Super GT won hij met Ishiura zijn eerste race in de GT500-klasse op Fuji, maar haalde hier eveneens in de rest van het races het podium niet. Met 45 punten werd hij zesde in het klassement.
In 2011 stapte Oshima binnen de Formule Nippon over naar het Team LeMans. Hij behaalde een podiumplaats op Autopolis en werd met 19 punten vijfde in de eindstand. In de Super GT stapte hij over naar het Lexus Team LeMans, waar hij een Lexus SC430 deelde met Daisuke Itō. Het duo behaalde een podiumplaats op Fuji en werd met 28 punten elfde in het klassement.
In 2012 behaalde Oshima in de Formule Nippon een podiumplaats op Fuji en werd hij met 21,5 punten zevende in het eindklassement. In de Super GT won hij met Itō een race op SUGO en stond hij op Sepang eveneens op het podium, maar in de rest van het seizoen kwam hij nauwelijks tot scoren en hij werd met 33 punten tiende in het kampioenschap.
In 2013 keerde Oshima niet terug in de Formule Nippon en reed hij enkel in de Super GT bij het Lexus Team LeMans naast Yuji Kunimoto. Hij won de seizoensafsluiter op Motegi en stond eerder in het seizoen ook al op Fuji op het podium, waardoor hij met 52 punten vijfde werd in het kampioenschap. In 2014 behaalde het duo twee podiumplaatsen op Okayama en Fuji en werd met 44 punten zevende in het klassement.
In 2015 behaalde Oshima met Kunimoto een podiumfinish in de Super GT op het Chang International Circuit, waardoor het duo met 32 punten negende werd in de eindstand. Tevens keerde hij eenmalig terug in de Formule Nippon, inmiddels de Super Formula geheten, bij het Petronas Team TOM'S voor de race op Okayama als eenmalige vervanger van Kazuki Nakajima, en werd vijftiende in de race.
In 2016 stapte Oshima binnen de Super GT naar een Lexus LC 500 en deelde zijn auto met Andrea Caldarelli. Het duo won geen races, maar stond wel op Chang en Motegi op het podium. In de rest van het seizoen waren zij constant genoeg om met 69 punten als tweede te eindigen in het klassement achter Heikki Kovalainen en Kohei Hirate. Daarnaast kwam hij voor het team Toyota Gazoo Racing with Tom's uit in de SP Pro-klasse van de 24 uur van de Nürburgring en wist deze te winnen.
In 2017 keerde Oshima terug naar de Super Formula, waarin hij voor het SUNOCO Team LeMans reed. Hij behaalde een podiumplaats op Autopolis, maar kwam in de rest van het seizoen niet tot scoren en hij werd met 6 punten twaalfde in het kampioenschap. In de Super GT behaalde hij met Caldarelli vier podiumplaatsen op Okayama, Fuji, SUGO en Chang en werd hij met 63 punten derde in de eindstand.
In 2018 behaalde Oshima in de Super Formula twee puntenfinishes en werd zo met 6 punten opnieuw twaalfde in de eindstand. In de Super GT deelde hij een auto met Felix Rosenqvist, die in de race op Suzuka eenmalig werd vervangen door James Rossiter vanwege zijn verplichtingen in de Formule E. Met Rosenqvist behaalde hij een podiumplaats op Chang, wat er mede voor zorgde dat hij met 41 punten tiende werd in het kampioenschap.
In 2019 behaalde Oshima in de Super Formula een podiumplaats op Autopolis, waardoor hij veertiende werd in het klassement. In de Super GT deelde hij een auto met Kenta Yamashita, met wie hij twee races won op Chang en Fuji en ook op Suzuka en Motegi op het podium stond. Met 85 punten werd het duo kampioen in deze klasse.
In 2020 stapte Oshima binnen de Super Formula over naar het nieuwe team ROOKIE Racing, dat de inschrijving van het Team LeMans overnam. Hij behaalde drie top 10-finishes, met twee negende plaatsen op SUGO en Suzuka als beste klasseringen. Met 5 punten werd hij negentiende in de eindstand. In de Super GT werd de inschrijving van Lexus overgenomen door het Toyota Gazoo Racing Team Wako's Rookie, waar hij een Toyota GR Supra GT500 deelde met Sho Tsuboi. Het duo behaalde drie podiumfinishes op Fuji en werd met 47 punten zevende in het klassement.
In 2021 rijdt Oshima in de Super Formula bij ROOKIE Racing en in de Super GT bij het TGR Team Eneos Rookie naast Kenta Yamashita.